# Пам'ятати або забути
«Пам'ятати або забути» (латис. «Atcerēties vai aizmirst») — радянський художній фільм-драма режисера Яніса Стрейча, знятий у 1981 році на Ризькій кіностудії за сценарієм Олега Руднєва.

## Сюжет
Ніна Янсон живе забезпеченим життям. Її чоловік Микола керує трестом, часто й подовгу буває за кордоном. У них іноземна машина і престижна квартира в центрі міста. Маючи проблеми зі здоров'ям, Ніна не наважується заводити дітей. Приїхавша в гості подруга радить їй ризикнути, щоб міцніше прив'язати чоловіка до сім'ї. Помилково спрямований медсестрою в реанімаційне відділення, новонароджений був названий померлим. Ніна боїться сказати чоловікові правду і усиновляє чужу дитину. Коли з'ясовується помилка, вона відмовляється забирати свого сина. Його бере до себе медсестра Інта, яка прив'язалася до хлопчика. Через кілька років у Ніни прокидається материнське почуття, і вона не знаходить собі місця. Звикла до виконання будь-якого свого капризу, вона починає переслідувати Інту, погрожуючи їй і вимагаючи повернути дитину. Для медсестри ця дитина стала рідною і вона серйозно побоюється, що її можуть у неї забрати. Коли чоловік Ніни дізнається, що її син виховується іншими людьми, ситуація стає ще більш тупиковою. Життя поставила перед ними такі питання, на які неможливо знайти відповідь.

## У ролях
- Людмила Чурсіна —  Ніна Янсон
- Гірт Яковлєв —  Микола Янсон
- Дзідра Рітенберга —  лікар в дитячому відділенні вродженої патології
- Анда Зайце —  Інта, прийомна мати
- Регіна Разума —  Кретова
- Едуардс Павулс —  художник Бертуланс
- Ілга Вітола —  санітарка
- Евалдс Валтерс —  послужливий двірник
- Івар Калниньш —  Краузе, прохач в приймальні
- Тетяна Поппе —  сусідка
- Паул Буткевич —  гість Янсонів
- Талівалдіс Аболіньш —  Антон
- Олексій Михайлов —  Баруп
- Майя Кірсе —  епізод
- Валдіс Лієпіньш —  епізод
- Майя Сержане —  епізод
- Велта Страуме —  епізод
- Світлана Блесс — епізод

## Знімальна група
- Автор сценарію: Олег Руднєв
- Режисер: Яніс Стрейч
- Оператор: Харій Кукелс
- Художник:  Василь Масс
- Звукорежисер:  Гліб Коротеєв